# Diolenius decorus
Diolenius decorus är en spindelart som beskrevs av Gardzinska, Zabka 2006. Diolenius decorus ingår i släktet Diolenius och familjen hoppspindlar. Inga underarter finns listade i Catalogue of Life.